# Ferrari 330 TRI/LM
La Ferrari 330 TRI/LM est une voiture de course fabriquée à un exemplaire par le constructeur italien Ferrari pour disputer les 24 Heures du Mans. Elle remporte l'épreuve en 1962 avec les pilotes Phil Hill et Olivier Gendebien. Il s'agit de la dernière voiture à moteur avant à gagner au Mans.

## Histoire

### Origines
La 330 TRI/LM est une évolution de la Ferrari 250 TRI (châssis 0780TR). Ce modèle a débuté en compétition avec la Scuderia Ferrari à la Targa Florio 1960, où elle a été endommagée pendant une séance d'essais à la suite d'une crevaison. Reconstruite avec des pièces d'une Ferrari 250 TR 59/60 (châssis 0772TR), elle a ensuite couru aux 24 Heures du Mans 1960. Conduite par Willy Mairesse et Richie Ginther, elle a abandonné à cause d'un arbre de transmission cassé le dimanche matin. La voiture est retournée à l'usine pour être modifiée avec une carrosserie arrière style TRI/61, conservant son extrémité avant 250 TRI/60. Sous cette forme, elle a été utilisée comme banc d'essai aérodynamique par Carlo Chiti et Giotto Bizzarrini pour développer la nouvelle carrosserie TRI/61 de 1961.
Elle a repris la course lors de la saison 1961 pour les 12 Heures de Sebring, pilotée par Giancarlo Baghetti, Willy Mairesse, Richie Ginther et Wolfgang von Trips, elle a terminé deuxième au classement général derrière ses coéquipiers Hill et Gendebien. À la Targa Florio, c'était la seule voiture à moteur avant de l'équipe, elle était pilotée par Willy Mairesse et Pedro Rodríguez. Ils ont abandonné après l'accident de Rodríguez aux essais. De retour à l'usine pour des réparations et une modification de son nez au style TRI/61, elle a ensuite été confiée à l'équipe North American Racing Team (NART) pour les 1000 km du Nürburgring 1961. Pilotée par Pedro Rodríguez et son jeune frère Ricardo, elle a terminé deuxième derrière la Maserati Tipo 61 de Lloyd Casner et Masten Gregory. Les frères Rodriguez ont tenté de se battre en fin de course après avoir détruit une roue, éliminant toute chance de victoire. La voiture a ensuite été engagée par la Scuderia Ferrari aux 24 Heures du Mans 1961, avec Willy Mairesse et Mike Parkes qui terminent deuxième, à nouveau derrière Phil Hill et Olivier Gendebien. Ils étaient en troisième position pendant une grande partie de la course, passant à la deuxième place lorsque la 250 TRI61 des frères Rodríguez a abandonné à deux heures de la fin.
Le châssis 0780TR a également remporté les 4 Heures de Pescara avec Lorenzo Bandini et Giorgio Scarlatti.

### Ferrari 330 TRI/LM
Ferrari domine les courses de voitures de sport depuis 1958, avec trois championnats du monde des voitures de sport et trois victoires aux 24 Heures du Mans en quatre tentatives. En 1962, la Commission sportive internationale (CSI) et l'Automobile Club de l'Ouest (ACO) ont modifié leurs règles et classifications pour mettre l'accent sur les voitures GT et rendre obsolète la catégorie des voitures de trois litres de cylindrée. La limite de cylindrée des GT et de la nouvelle catégorie expérimentale a été portée à quatre litres.
Ferrari décida de construire un nouveau modèle,, la 330 TRI/LM, afin de s'engager aux 24 Heures du Mans 1962. Par rapport à la 250 TRI60, la 330 TRI/LM a entraîné des changements importants au niveau du moteur, de la carrosserie et du châssis. Le moteur de la série 250 de 3 litres a été remplacé par un V12 Colombo de 4 litres avec des culasses à respiration libre, des soupapes plus grandes, six carburateurs Weber 42 DCN à double corps et une lubrification à carter sec. Ce moteur fournissait 390 chevaux à 7 500 tr/min, 50 ch de plus que le 250 TR et avec un rapport puissance/cylindrée de près de 100 ch/litre. La boîte de vitesses a été modifiée avec des engrenages renforcés. Le nouveau moteur mesurait 10 cm de plus que le moteur Colombo 3 litres, ce qui nécessitait un nouveau châssis adapté au moteur et conforme à la nouvelle réglementation. La transformation a été complétée par une nouvelle carrosserie ainsi qu'un nouveau numéro de châssis : 0808.

### 24 Heures du Mans 1962
Les pilotes ont eu des problèmes avec leur embrayage, Phil Hill et Olivier Gendebien ne s'attendaient pas à ce que leur voiture termine la course.
Malgré un démarrage lent de Gendebien, la vitesse de la 330 TRI/LM lui a permis de prendre la tête, repoussant la Ferrari 246 SP des frères Rodríguez et brièvement, l'Aston Martin DP212 de Graham Hill et Richie Ginther. Lorsque les frères Rodríguez ont abandonné à 4 h 30 du matin à cause d'un problème de boîte de vitesses, Hill et Gendebien ont hérité d'une avance de quatre tours qu'ils ont portée à cinq à la fin. Ils sont ainsi devenus le premier duo de pilotes triple vainqueur, Gendebien devenant le premier quadruple vainqueur. Phil Hill a battu le record du tour détenu par Mike Hawthorn.
La 330 TRI/LM a été la dernière voiture à moteur avant à remporter une victoire au classement général des 24 Heures du Mans.

### Compétition après Le Mans 1962
Après sa victoire, la 330 TRI/LM n'était plus éligible à participer à d'autres courses européennes comme l'avait prévu Ferrari. Luigi Chinetti, responsable des opérations nord-américaines de Ferrari, l'a acquis pour Don Rodríguez afin de permettre à son fils Pedro de courir en Amérique du Nord. À la réception de la voiture, les mécaniciens NART ont retiré l'aileron car Chinetti croyait qu'il augmentait la traînée. Le jeune Pedro Rodríguez a remporté le Grand Prix de Bridgehampton en 1962 à Bridgehampton et a terminé deuxième du Grand Prix du Canada 1962 à Mosport. Pour le Trophée du Gouverneur de Nassau 1962, Masten Gregory a remplacé Pedro Rodríguez, qui était incapable de piloter après la mort de son frère Ricardo Rodríguez au Grand Prix du Mexique. Gregory a terminé quatrième.
En 1963, Graham Hill et Pedro Rodríguez conduisirent la 330 TRI/LM à une troisième place aux 12 Heures de Sebring derrière de nouveaux prototypes Ferrari 250 P à moteur central. À un moment donné, ils ont tenu une avance de 3 tours sur les 250 P jusqu'à ce que des problèmes mécaniques et électriques ralentissent la voiture. Le NART a engagé la 330 TRI/LM pour les 24 Heures du Mans 1963 avec Pedro Rodríguez et Roger Penske. Ils ont commencé la course à partir de la pole position mais ils sont tombés en deuxième place contre l'équipage de la Scuderia Ferrari. Ils ont eu une rupture de bielle à la neuvième heure de course. De l'huile s'est répandue sur les pneus arrière, provoquant un accident et emportant la Porsche 718/8 GTR de Jo Bonnier. Roger Penske, le pilote, n'a pas été blessé, mais la voiture a été gravement endommagée et n'a plus jamais couru.

### Propriétaires
À la suite de l'accident des 24 Heures du Mans 1963, la 330 TRI/LM a été envoyée à l'usine Ferrari de Maranello pour être réparée. À cette époque, une nouvelle carrosserie de coupé a été fabriquée par Medardo Fantuzzi et la voiture a ensuite été renvoyée à Luigi Chinetti aux États-Unis pour être utilisée comme voiture de route.
Hisashi Okada de Long Island a racheté la voiture en 1965 et l'a conduite régulièrement dans les rues de Manhattan avant de l'échanger contre une 250 LM en 1974.
Elle a ensuite été vendue à Pierre Bardinon en 1974 qui a chargé Fantuzzi de restaurer la voiture sous sa forme de 1962, la carrosserie du coupé a été transférée à une 250 GT Coupé (châssis 1087GT). La 330 TRI/LM a intégré la collection du Mas-du-Clos.
La voiture a été vendue par Bardinon le 12 juin 2002 à Rob Myers pour 5 800 000 $. Elle a ensuite été mise aux enchères par RM Sotheby's à Monterey le 17 août 2002. Elle a été vendue pour 6 490 000 $ à Jim Spiro.
La 330 TRI/LM a été vendue pour la dernière fois aux enchères RM Sotheby's à Maranello le 20 mai 2007 pour 6 875 000 € à Gregorio Pérez Companc.